# Syzygium anisatum
Syzygium anisatum es una especie de planta fanerógama perteneciente a la familia de las mirtáceas.

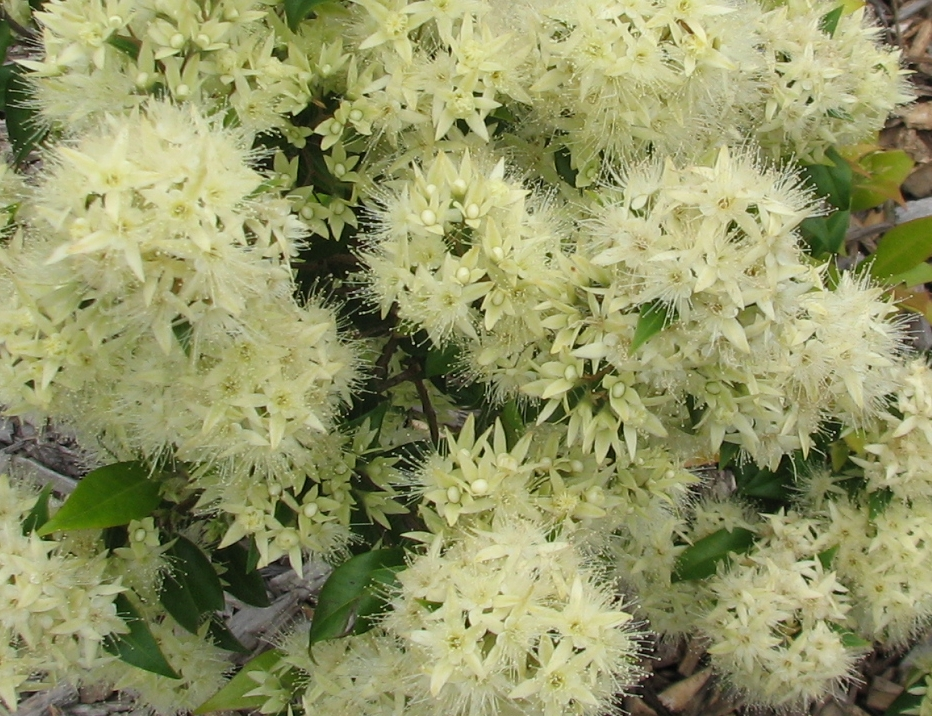
Flores

## Descripción
El mirto anís tiene una densa copa y crece hasta 45 metros. Las hojas miden de 6 a 12 cm de largo con márgenes prominentemente ondulados y aroma de anís. Las flores son blancas y de un aroma muy dulce, salen en panículas. Los frutos son cápsulas secas con la textura parecida al papel de 5 mm de largo.

## Distribución y hábitat
La distribución natural del árbol anís en la naturaleza se restringe a los valles de Nambucca y Bellinger en los subtrópicos de Nueva Gales del Sur, Australia.

## Usos
Es un árbol poco común del bosque templado húmedo de Australia, posee hojas aromáticas que contienen un aceite esencial comparable al del verdadero anís. Popularmente se le conoce como ringwood y árbol anís (aniseed tree). La hoja proveniente de plantaciones en cultivo se usa como especia y se destila para aceite esencial, y es conocida en el mercado como mirto anís (aniseed myrtle o anise myrtle).
Es usado como una especia saborizante e ingrediente herbal de té. Aunque se conocía desde antes, se comercializó por primera vez a principios de los años 1990 como una especie silvestre, y a mediados de la misma década se comenzó a cultivar en plantaciones para cubrir la demanda.
El aceite esencial de S.anisatum contiene anetol y metil cavicol, proporcionando sabores de anís y regaliz respectivamente. 
La especie ha sido sometida a mejora para potenciar sus propiedades saborizantes. De hecho, las selecciones de alta calidad de S. anisatum reciben el nombre de mirto anís; concretamente, este grupo se define por poseer un quemotipo trans-anetol (90%+). Esas selecciones se propagan por esqueje para procurar la calidad consistente del aceite esencial. Las selecciones del mirto anís son también bajas en metil cavicol y cis-anetol (menos del 0,1%). 
La investigación indica que el aceite de mirto anís tiene actividad antimicrobiano, incluyendo sobre la levadura patógena Candida albicans.

## Taxonomía
Syzygium anisatum fue descrita por (Vickery) Craven & Biffin y publicado en Blumea 50: 159. 2005.
Etimología
Syzygium: nombre genérico que deriva del griego: syzygos y significa "unido, reunido"
anisatum: epíteto latíno que significa "como anís"
Sinonimia
- Backhousia anisata Vickery (1941).
- Anetholea anisata (Vickery) Peter G.Wilson (2000).[8]